# KAZKA
KAZKA (Oekraïens: Казка; 'sprookje') is een Oekraïense band die popmuziek combineert met elementen van folktronica. De formatie bestaat uit zangeres Oleksandra Zaritska, sopilka-speler Dmytro Mazoerjak en multi-instrumentalist Mykyta Boedasj.

## Achtergrond
Op 1 maart 2017 verscheen Kazka's debuutsingle 'Svjata' (Свята; 'Vakantie'), dat onmiddellijk een hit werd in Oekraïne. Datzelfde jaar nam Kazka deel aan de Oekraïense variant van X-Factor. Naar aanleiding van de resultaten van de kijkersstemming verliet de band de show in de vijfde aflevering. Direct erna verscheen de tweede single 'Dyva' (Дива; ‘Wonderen'), die dezelfde dag bovenaan de iTunes-hitlijst kwam te staan. Aan het einde van het jaar werd de band door het online magazine Karabas Live uitgeroepen tot 'Beste debuut van het jaar'.
Begin 2018 kwam Dmytro Mazuryak, die meer dan 30 blaasinstrumenten bespeelt, bij de band. Op 6 januari werd bekend dat Kazka zou deelnemen aan Vidbir, de nationale selectie voor het Eurovisiesongfestival. Op 10 februari trad de band op in de eerste halve finale, maar werd weggestemd en ging dus niet door naar de finale.
Op 27 april 2018 werd het debuutalbum Karma (Карма) online uitgebracht. Het bevat tien nummers, waaronder de eerder verschenen singles 'Svjata', 'Dyva' en 'Sama' (Сама; 'Alleen'). Het nummer 'Movchaty' (Мовчати; 'Wees stil') is een cover een nummer door Skryabin en Iryna Bilyk. De single 'Svjata' werd uitgeroepen tot 'Best Pop Band Song' en Kraina FM noemde Karma het "beste debuut". Met de release van het album was het voor het eerst dat een Oekraïense band die in de eigen taal zingt, in de Global Shazam Top 10 terechtkwam. Internationaal stond het album in verschillende hitlijsten, in landen als Letland, Bulgarije, Armenië, Kazachstan, Oezbekistan, Wit-Rusland en Rusland. In 2019 ging de band op tour door Europa en de Verenigde Staten. Voor het nummer 'Plakala' (Плакала; 'Ze huilde'), dat op Spotify inmiddels 19 miljoen keer is gestreamd (geraadpleegd in maart 2022), ontving de band de 'Hit of the Year’-prijs. Met meer dan 200 miljoen views werd 'Plakala' in 2018 de best bekeken muziekvideo in Oekraïne. Door de Russische invasie van Oekraïne in 2022 werd het opnieuw trending en werd de 400 miljoen views in maart 2022 gepasseerd.
In april 2019 maakte de band via haar Facebook-pagina bekend dat ze aan een tweede album werkten. Nirvana (Нірвана) werd uitgebracht in december 2019. Datzelfde jaar deed de band voor de tweede keer mee aan de nationale selectie voor het Eurovisiesongfestival. Deze keer eindigde Kazka op de derde plek.
Op 5 november 2021 bracht de band hun derde studioalbum uit, Svit (Світ) getiteld.

## Discografie
- 2018: Karma (Карма)
- 2019: Nirvana (Нірвана)
- 2021: Svit (Світ)